# 小米良啓太
小米良 啓太（こめら けいた、1974年7月16日 - ）は、日本のお笑い芸人である。本名同じ。
大分県大分市出身。吉本興業所属。吉本総合芸能学院（NSC） 23期生。大分県立大分鶴崎高等学校卒。実家は老舗の米屋。血液型はB型。

## 来歴
サラリーマンを経て、吉本総合芸能学院（NSC）へ進学。その後、2001年に吉本新喜劇に入団。
当初は脇役が多かったが、重要な役もこなすようになり、ルミネtheよしもと等にも出演。
NSCの同期生で、バレリーナのコントで知られる女性お笑いコンビ「チュチュ」のくもんリサと2007年に結婚。夫人は、2009年12月30日に、第一子を出産。
2012年12月の時点で、吉本新喜劇公式サイトの座員紹介からプロフィールが削除されている。
2015年現在、夫婦で「夫婦円満」の名でコンビを組んでいる。

## 出演
- よしもと新喜劇（毎日放送、大分放送ほか）
- GAORAプレゼンツ“よしもと新喜劇金のひよこライブ!（GAORA）

## 舞台
- のど自慢（水前寺清子、池乃めだかほか出演）